# Madona ze Seče
Madona ze Seče, též Setecká madona (kolem 1350) je polychromovaná dřevěná socha z oltáře poutního kostela Nanebevzetí Panny Marie v Seči u Blovic. Madona představuje významný článek slohové proměny českého sochařství kolem poloviny 14. století. Pro region jižního Plzeňska měla Setecká madona stejný význam jako Plzeňská madona pro město Plzeň. Počátkem 90. let byla spolu s dalšími sochami z kostela zcizena a ještě roku 1996 uváděna v katalogu nezvěstných děl. Podařilo se ji získat zpět a v současnosti je vystavena v Muzeu církevního umění plzeňské diecéze.

## Popis a zařazení
Socha z lipového dřeva, vzadu vyhloubená, výška 158 cm, s novější polychromií a zlacením. Roku 1956 restaurováno v chrámovém družstvu v Pelhřimově, doplněna chybějící pravá ruka Ježíška a prst P. Marie.
Madona představuje důležitý mezičlánek vývoje české plastiky, neboť spojuje konzervativní prvky z fáze abstrahující poklasické gotiky s některými pokročilými znaky, které charakterizují např. styl Madon na lvu z 2. poloviny 14. století. Celková vertikální kompozice Madony, která drží vzpřímeného Ježíška na levé ruce daleko od těla, navazuje na sochy z první třetiny 14. století (Znojemská madona, Strakonická madona).
Pokročilé rysy nese zejména modelace drapérie a tělesného objemu nebo zdůraznění kontrapostu. Oproti lineárně rytmickému abstrahujícímu slohu děl 2. třetiny 14. století z dílny Mistra Michelské madony je počet záhybů zmenšen a na vypuklých místech převládají hladké plochy, které se přimykají k oblému jádru sochy. Plášť i spodní šat Panny Marie je nad nosnou nohou nařasen do trojúhelníku s vrcholem směřujícím k dítěti. Řasení šatu má kresebný ráz, ale vystupují pod ním zřetelně tělesné proporce a je jasně rozlišena volná a nosná noha. Nízké a stupňovité příčné záhyby, které znázorňují překládání pláště, mají původ u některých starších soch – Madony ze soukromého majetku v Jihlavě nebo tzv. Zlaté jihlavské madony. Pro tyto madony je charakteristický příčný záhyb pláště mezi oběma bočními kaskádami, který odděluje hrudní a spodní část sochy s odlišným typem skladů drapérie. U sečské madony je novým prvkem výrazný obloukovitý záhyb pláště, který klesá od ramene pravé ruky a končí u ruky nesoucí dítě.
Celkový rytmus záhybů drapérie je sjednocen, podobně jako u Madony z Dolní Kalné (Národní galerie v Praze). Přestože nelze vyloučit ani vznik obou soch ve stejné dílně, je Madona z Dolní Kalné v mnoha ohledech slohově pokročilejší. Modelace je u ní celkově měkčí a postava matky, která k sobě tiskne hravé dítě, je ladně prohnuta k levému boku. Patrný vliv moravského sochařství se u Sečské madony projevuje v typice tváří a živějším výrazu, kterým sochař naznačuje vzájemný vztah matky a dítěte. Četné společné rysy má Sečská madona také s Trůnící madonou a oběma sv. Jany z Chebu. K okruhu děl, která naznačují vzájemné kontakty moravského a západočeského sochařství patří také Madona z Dýšiny u Plzně. Příbuzná Broumovská madona (1350–1360) vykazuje některé pokročilé znaky, které zřejmě ovlivnila soudobá malba nebo slonovinové sošky původem z Francie. Souvislost sečské madony se slezskou skupinou Madon na lvu naznačují některé detaily, jako nehezký obličej, polokulovitý podstavec nebo vysunutá špička volné nohy směřující dolů.

### Jiná díla
- Strakonická madona
- Znojemská madona
- Madona z Velkého Meziříčí
- Madona ze soukromého majetku v Jihlavě (od války nezvěstná)
- Madona z Jihlavy (tzv. „zlatá“)
- Madona z Merklína
- Madona z Dolní Kalné
- Madony na lvu

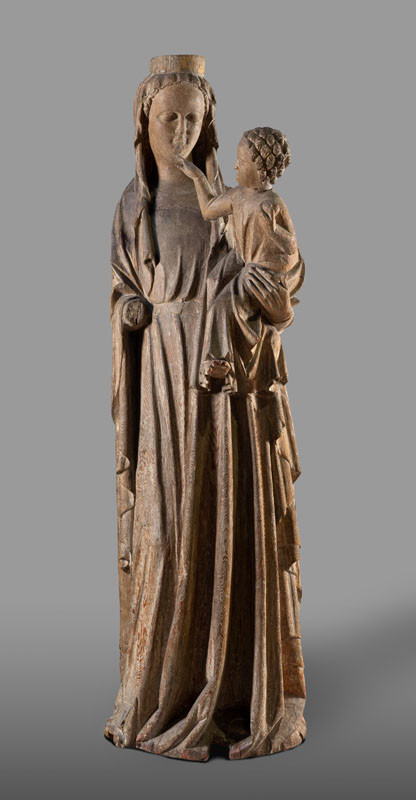
Strakonická madona (1300–1320)
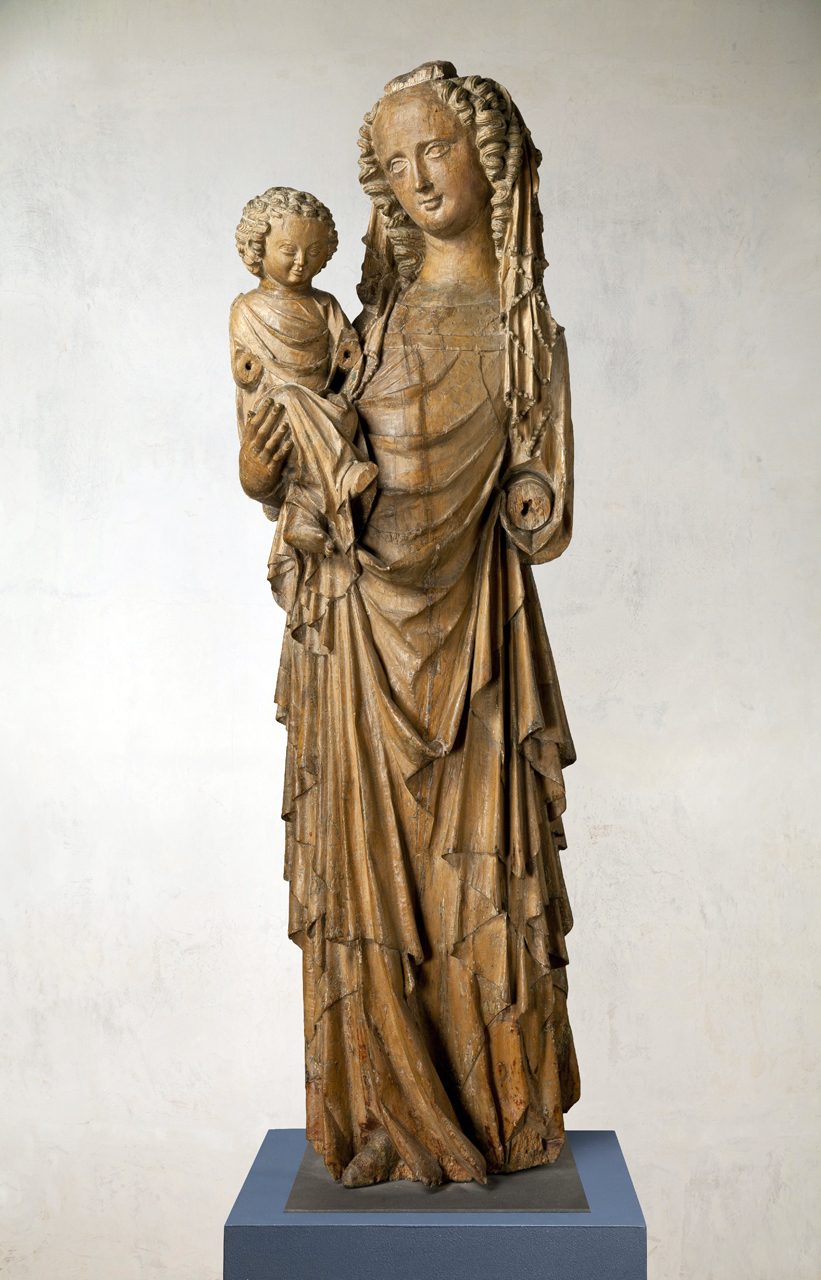
Michelská madona (kolem 1340)
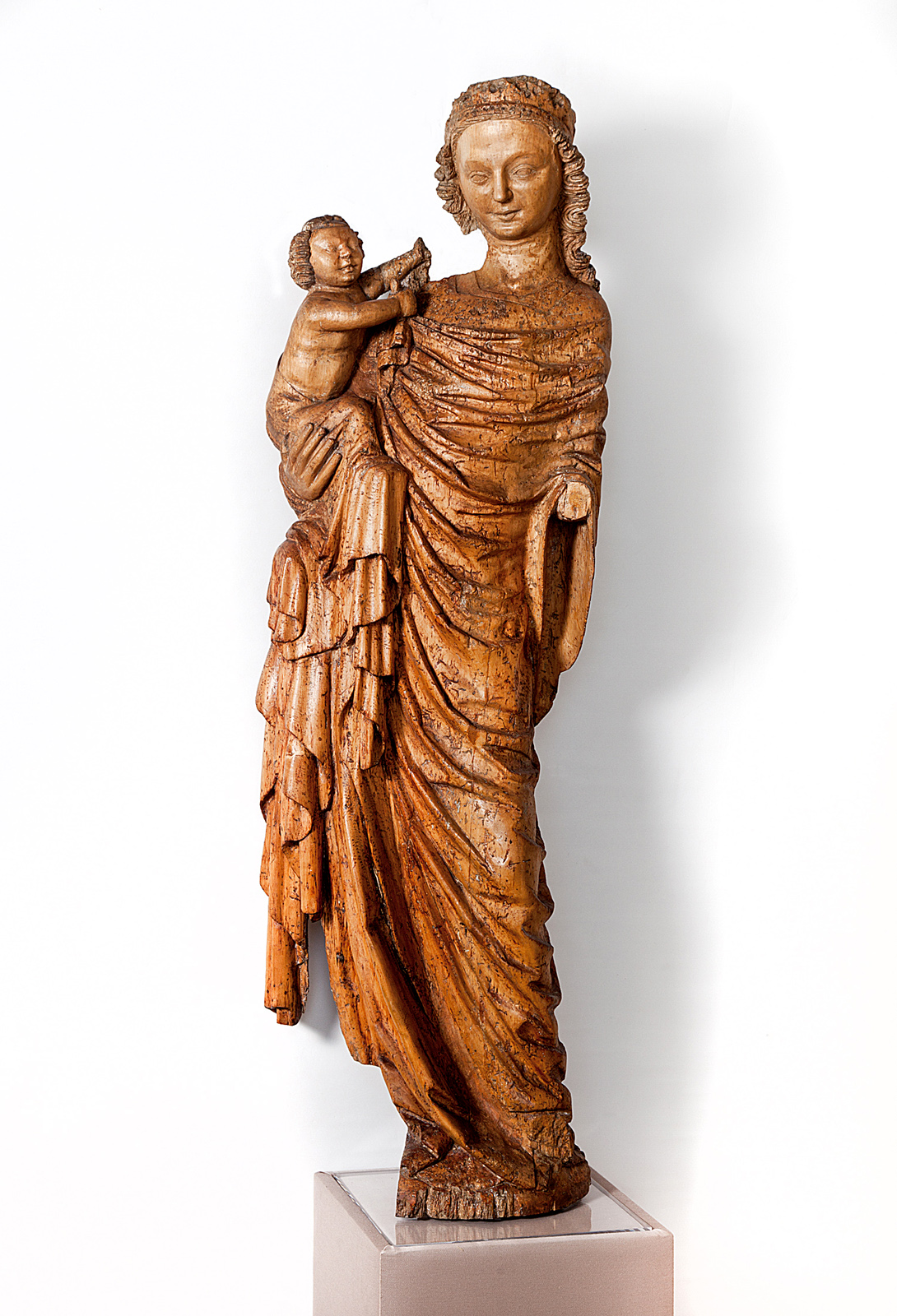
Madona z Jihlavy (1350–1360)
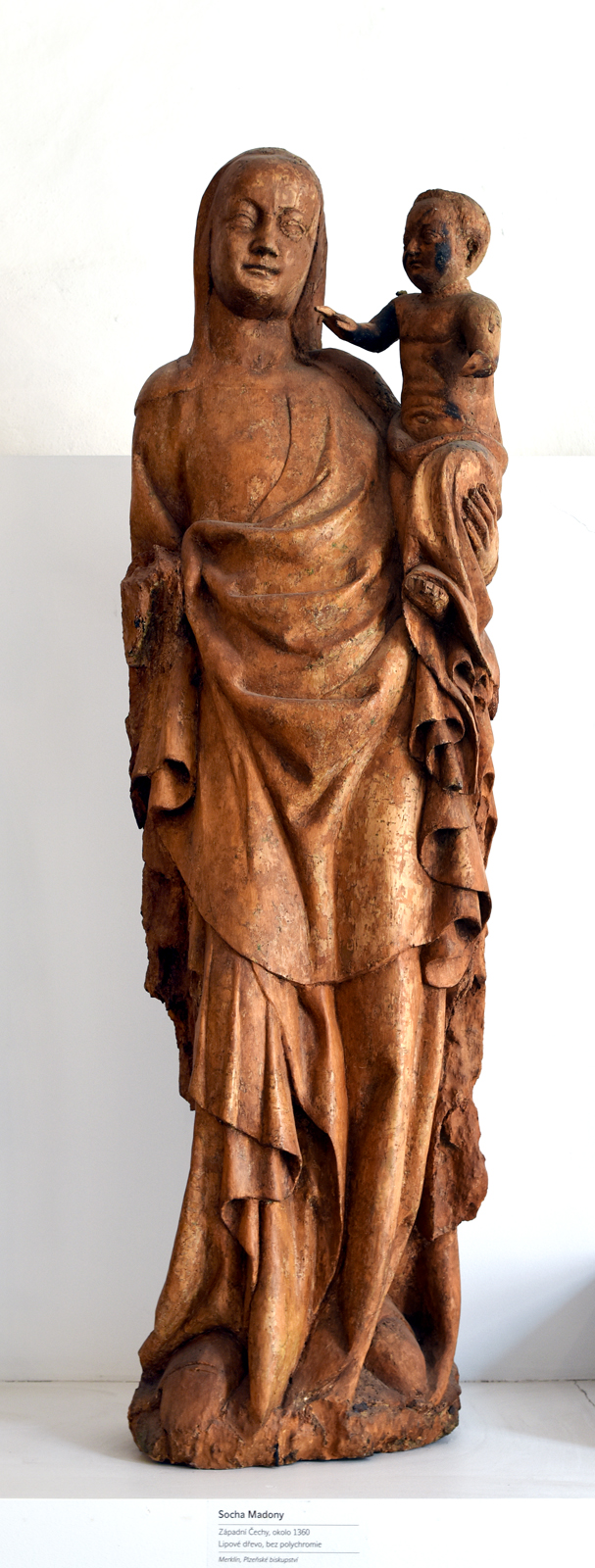
Madona z Merklína (kolem r. 1360)
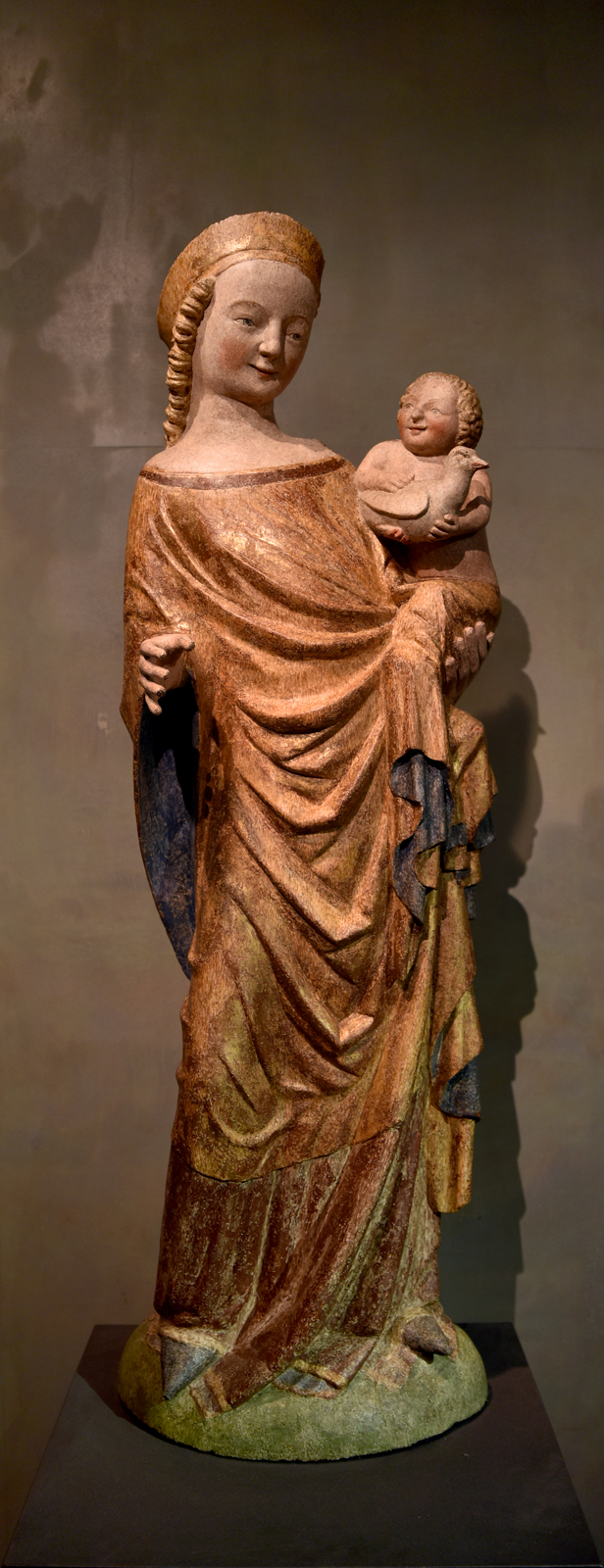
Madona z Dolní Kalné (1340–1350)
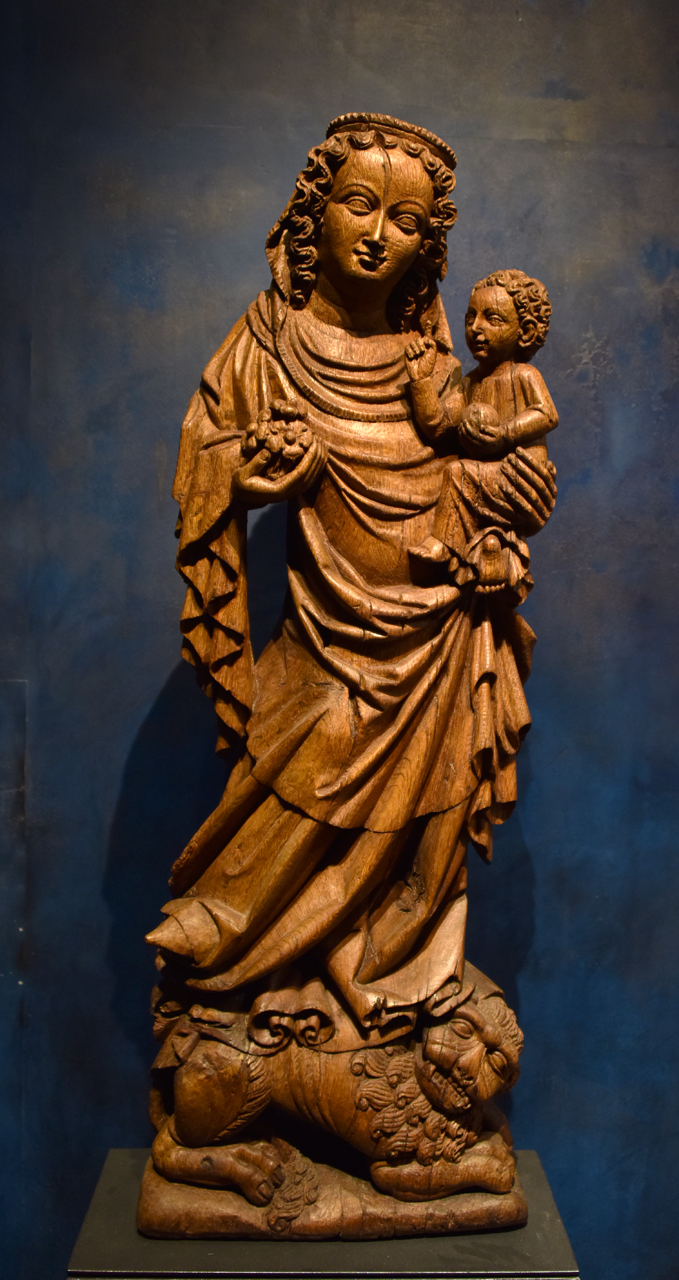
Madona na lvu z Klosterneuburgu (po 1350)